# Claude-Ignace Brugière de Barante
Pour les articles homonymes, voir Barante.
Claude-Ignace Brugière, baron de Barante (10 décembre 1755, Riom - 20 mai 1814, château de Barante), est un administrateur et homme de lettres français.

## Biographie
Issu d'une famille de la bourgeoisie de robe auvergnate, il est le fils de Sébastien Brugière, seigneur de Barante, avocat au Parlement, greffier en chef du Bureau des finances de Riom, et de Marie Archon, sa seconde épouse. Il est aussi le petit-fils de Claude Ignace Brugière de Barante (1669-1745) et le cousin germain de Claude-Ignace-Sébastien Brugière de La Verchère.
Il devient lieutenant particulier assesseur au Présidial de Riom, puis accède à la noblesse, restée inachevée, en acquérant, en février 1784, la charge anoblissante de Trésorier général de France à Riom.
Il ne se montra pas un partisan de la Révolution et, monarchien, est arrêté sous la Terreur, en mars 1794.
Il sert le Consulat, puis le premier Empire, en étant Préfet de l'Aude de 1800 à 1802, puis préfet de Léman de 1802 à 1810, il est chargé de surveiller le Groupe de Coppet autour de Mme de Staël, dont il se lie avec plusieurs membres.
Il est fait baron de l'Empire par lettres patentes du 29 septembre 1809.

### Mariage et descendance

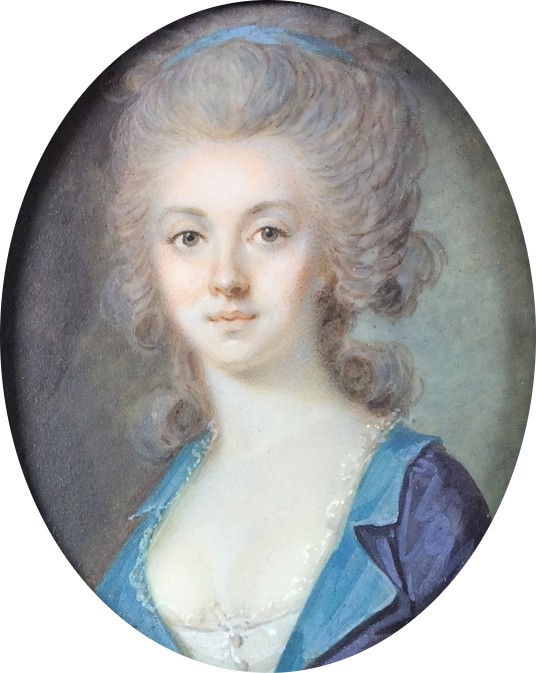
Anne Suzanne Tassin de Villepion

Il épouse à Paris le 20 mars 1780, Anne Suzanne Tassin de Villepion (Orléans, 20 mars 1761 - Carcassonne, 29 janvier 1801), fille de Prosper Guillaume Tassin, écuyer, seigneur de Villepion, conseiller, puis procureur au Présidial d'Orléans, et d'Anne Suzanne Leclerc de Douy.
Ce mariage fait de lui le beau-frère d'André-Louis-Marie Tassin de Nonneville.
Tous deux ont neuf enfants :
- Pierre Amable Brugière de Barante (Riom, 14 janvier 1781 - 12 février 1781) ;
- Amable Guillaume  Prosper Brugière de Barante (Riom, 10 juin 1782 - château de Barante, 21 novembre 1866), conseiller d'Etat, préfet, Pair de France, ambassadeur de France, historien, membre de l'Académie Française, marié en 1811 avec Césarine d'Houdetot (1794-1877), dont postérité ;
- Marie Brugière de Barante, non mariée (Riom, 20 mai 1784 - 1809) ;
- Claude Ignace Anselme Brugière de Barante, conseiller d'Etat, receveur général (Riom, 20 mai 1786 - château de Barante, 17 novembre 1870), marié en 1811 avec Marie Léopoldine de Bryas (1789-1880), dont deux enfants sans postérité ;
- Claude Alexandre Prosper Brugière de Barante (Riom, 6 février 1788 - Bataille du Piave, 8 mai 1809) ;
- Amable Prosper Guillaume Brugière de Barante (Riom, 11 juillet 1790 - Saint-Cyr, 10 mars 1809) ;
- Louis Marie Brugière de Barante (Barante, 11 novembre 1792 - mort en bas âge) ;
- Sophie Félicité Brugière de Barante (château de Barante, 24 mars 1794 - Paris, 2 mai 1889), mariée à Paris le 4 juillet 1816 avec Alexandre-Jacques-Laurent Anisson-Dupéron, directeur de l'imprimerie royale, député, pair de France (1776-1852), dont postérité ;
- Charles Hippolyte Sébastien Brugière de Barante (24 février 1798 - 11 mars 1798)[5].

## Publications
- Observation sur les états de situation du département de l'Aude envoyés au ministre de l'Intérieur, pendant le cours d'une année ; savoir depuis le 1er prairial an VIII jusqu'au 30 floréal an IX (1801)
- Essai sur le département de l'Aude (1802)
- Statistique du Département de l'Aude, par le citoyen Barante, préfet (1802)
- La Fable de Psyché (1802)
- Tableau littéraire du XVIIIe siècle

## Sources
1. ↑  « https://www.siv.archives-nationales.culture.gouv.fr/siv/POG/FRAN_POG_05/p-aeie711q-1adhbcjk928pl »
2. ↑  « Acte de baptême de Claude Ignace Brugière (vue 85/355, page de droite à partir de la cinquième ligne) du registre des baptêmes, mariages et sépultures des années comprises entre 1754 à 1761 de la commune de Riom », sur Archives départementales du Puy-de-Dôme (consulté le 20 juillet 2025) - Note. Né le 10 décembre 1755 et baptisé le lendemain.
3. ↑  « DANS LA BIB' À LÉON #11 CLAUDE-IGNACE BRUGIÈRE DE BARANTE : PRÉFET DE L'AN VIII », sur archivesdepartementales.aude.fr, 25 avril 2022 (consulté le 30 juin 2023).
4. ↑  Vicomte Albert Révérend, Titres, anoblissements et pairies de la Restauration 1814-1830, tome premier, Paris, Librairie Honoré Champion, 1901 (lire en ligne), p. 368-369
5. ↑  Comte Albert de Remacle, Dictionnaire généalogique - Familles d'Auvergne, tome 1, Clermont-Ferrand, A.R.G.H.A., 1995, p. 331

- « Barante, Claude Ignace Brugière, baron de » dans le Dictionnaire historique de la Suisse en ligne.